# Élections municipales de 2017 à Doncaster
Pour un article plus général, voir Élections locales britanniques de 2017.
Les Élections municipales de 2017 à Doncaster ont eu lieu le 4 mai 2017.

## Résultats
| Parti              | Candidat       | 1er tour | %    |
| ------------------ | -------------- | -------- | ---- |
| Parti travailliste | Ros Jones      | 32 631   | 50,9 |
| Parti conservateur | George Jabbour | 13 575   | 21,2 |
| UKIP               | Brian Whitmore | 7 764    | 12,1 |
| Indépendant        | Eddie Todd     | 5 344    | 8,3  |
| Parti du Yorkshire | Chris Whitwood | 3 235    | 5,0  |
| Indépendant        | Steve Williams | 1 531    | 2,4  |

Le parti travailliste a également retenu la majorité absolue des conseillers, en gagnant 43 des 55 sièges en jeu.